# Mistrzostwa Panamerykańskie w Judo 1980
12. Mistrzostwa panamerykańskie w judo odbywały się w dniach 1-2 marca 1980 roku na Margaricie. W tabeli medalowej tryumfowali judocy z Kanady.

## Klasyfikacja medalowa
Gospodarz zawodów został zaznaczony kolorem.
| Miejsce | Państwo    |    |    |    | Razem |
| ------- | ---------- | -- | -- | -- | ----- |
| 1       | Kanada     | 9  | 3  | 1  | 13    |
| 2       | Brazylia   | 5  | 1  | 0  | 6     |
| 3       | Wenezuela  | 2  | 4  | 4  | 10    |
| 4       | Portoryko  | 0  | 2  | 5  | 7     |
| 5       | Ekwador    | 0  | 1  | 4  | 5     |
| 6       | Argentyna  | 0  | 1  | 3  | 4     |
| .       | Kuba       | 0  | 1  | 3  | 4     |
| 8       | Meksyk     | 0  | 1  | 2  | 3     |
| 9       | Dominikana | 0  | 1  | 0  | 1     |
| 10      | Chile      | 0  | 0  | 3  | 3     |
| Razem   | Razem      | 16 | 16 | 25 | 56    |

## Medaliści

### Mężczyźni
| Konkurencja: | Złoto:                   | Srebro:               | Brąz:                                 |
| −60 kg       | Phil Takahashi           | Rafael González       | Gustavo Suárez Barruecos Carlos Lube  |
| −65 kg       | Luiz Onmura              | Omar Abdala           | Guillermo Wong Sánchez Butch Sloan    |
| −71 kg       | Anelson Vieira           | Alain Cyr             | Andrés Puentes Ángelo Ruiz            |
| −78 kg       | Delmo Fernandes Baptista | Radamés Lora          | Jorge Aguirre Luis Duarte             |
| −86 kg       | Wálter Carmona           | Héctor Estévez        | Fernandos Portes Eduardo Novoa        |
| −95 kg       | Tom Greenway             | Roberto Batista Cobas | Alberto de la Rosa Sergio Komornickie |
| ponad 95 kg  | Joe Meli                 | Oswaldo Simões Filho  | Gonzalo Briceño Jorge Portelli        |
| Open         | Wálter Carmona           | Tom Greenway          | Roberto Batista Cobas Héctor Estévez  |

### Kobiety
| Konkurencja: | Złoto:              | Srebro:           | Brąz:                           |
| −43 kg       | Betsabeth Hernández | Tina Takahashi    | Mónica Proano                   |
| −47 kg       | Denise Thivierge    | Sonia Carabajo    | Berta Osuna Jaqueline Rodriguez |
| −52 kg       | Cathy Sheffield     | Mary Rooks        | Marcia Coello                   |
| −58 kg       | Susan Ulrich        | Natasha Hernández | Rossina Cianelli María Rivero   |
| −65 kg       | Lorraine Methot     | Yully Navas       | Vilma Cianelli Marcia Quiñónez  |
| −73 kg       | Andrée Barrette     | Iveck Mata        | ----                            |
| ponad 72 kg  | Ana Blanco          | Ana Morales       | Sonia Blanco                    |
| Open         | Lorraine Methot     | ----              | ----                            |